# Mahmudabad-e Sofla (Azerbejdżan Zachodni)
Mahmudabad-e Sofla (perski: محمودابادسفلي) – wieś w północnym Iranie, w ostanie Azerbejdżan Zachodni. W 2006 roku miejscowość liczyła 124 osoby w 22 rodzinach.